# Ксаверівська сільська рада (Малинський район)
Ксаверівська сільська рада — колишня адміністративно-територіальна одиниця та орган місцевого самоврядування у Базарському і Малинському районах Київської й Житомирської областей Української РСР та України з адміністративним центром у селі Ксаверів.

## Населені пункти
Сільській раді були підпорядковані населені пункти:
- с. Ксаверів
- с. Рудня-Калинівка
- с. Савлуки

## Населення
Кількість населення ради, станом на 1923 рік, становила 2 410 осіб, кількість дворів — 715.
Станом на 1 жовтня 1941 року, в сільраді налічувалось 388 дворів з 1 447 мешканцями в них, в тому числі: чоловіків — 587 та жінок — 860.
Відповідно до результатів перепису населення 1989 року, кількість населення ради, станом на 12 січня 1989 року, становила 816 осіб.
Станом на 5 грудня 2001 року, відповідно до перепису населення України, кількість мешканців сільської ради становила 660 осіб.

## Склад ради
Рада складалася з 14 депутатів та голови.

### Керівний склад попередніх скликань
| ПІБ                     | Основні відомості                                                             | Дата обрання | Дата звільнення |
| ----------------------- | ----------------------------------------------------------------------------- | ------------ | --------------- |
| Гаращук Василь Іванович | Сільський голова, 1963 року народження, освіта середня загальна, безпартійний | 26.03.2006   | 31.10.2010      |
| Гаращук Василь Іванович | Сільський голова, 1963 року народження, освіта середня загальна, безпартійний | 31.10.2010   |                 |

Примітка: таблиця складена за даними джерела

## Історія
Створена 1923 року, в складі містечка Ксаверів та с. Савлуки Нововороб'ївської волості Овруцького повіту Волинської губернії.
Станом на 1 вересня 1946 року сільська рада входила до складу Базарського району Житомирської області, на обліку в раді перебували села Ксаверів та Савлуки.
11 серпня 1954 року, відповідно до указу Президії Верховної ради Української РСР «Про укрупнення сільських рад по Житомирській області», до складу ради приєднано с. Рудня-Калинівка ліквідованої Руднє-Калинівської сільської ради Базарського району. 14 березня 1960 року, відповідно до рішення Житомирського облвиконкому № 227 «Про зміни в адміністративно-територіальному поділі сільських рад Малинського р-н.», сільську раду ліквідовано, с. Ксаверів передане до складу Недашківської сільської ради, села Савлуки та Рудня-Калинівська — до складу Скуратівської сільської ради Малинського району. Відновлена 7 січня 1963 року, відповідно до рішення Житомирського ОВК № 2 «Про зміну адміністративної підпорядкованості окремих сільських ради і населених пунктів», в складі сіл Ксаверів, Савлуки та Рудня-Калинівська Недашківської та Скуратівської сільських рад Малинського району.
На 1 січня 1972 року сільська рада входила до складу Малинського району Житомирської області, на обліку в раді перебували села Ксаверів, Рудня-Калинівка та Савлуки.
Виключена з облікових даних 17 липня 2020 року. Територію та населені пункти ради, відповідно до розпорядження Кабінету Міністрів України № 711-р від 12 червня 2020 року «Про визначення адміністративних центрів та затвердження територій територіальних громад Житомирської області», включено до складу новоствореної Малинської міської територіальної громади Коростенського району Житомирської області.
Входила до складу Базарського (7.03.1923 р.) та Малинського (21.01.1959 р.) районів.